# PrestaShop
A PrestaShop az Open Software License 3.0-s verziója alapján kiadott nyílt forráskódú e-kereskedelmi webes alkalmazás. Alapítói Igor Schlumberger és Bruno Léveque. Rugalmas és moduláris architektúrájának köszönhetően egyre nagyobb népszerűségre tesz szert. Egyszerűbb, de ugyanakkor gyorsabb, mint a Magento.

## Története
A PrestaShop alapítása 2005-re nyúlik vissza. Öt ifjú egyetemi hallgató fogott össze az Epitech informatikai iskolában. A két nyelven (francia és angol) kiadott eredeti projektnek a phpOpenStore (POS) nevet adták. Alapítói úgy döntöttek, hogy szabad szoftverként teszik hozzáférhetővé. Számos kiskereskedő vett részt a tesztelésben és a rendszerkövetelmények meghatározásában.
- 2007. augusztus 30.: Megjelenik a 0.8.5 verzió, és több webboltban megtörténnek az első eladások.
- 2008. március 31.: Megjelenik az 1.0 RC1 verzió, mely modernebb arculat kialakítását tesz lehetővé a felhasználók számára, s ebben a verzióban vezetik be az AJAX technológia használatát.
- 2008. július 31.: kiadják a 17 nyelvre lefordított 1.0-s stabil verziót.
- 2008. december 19.: az 1.1 stabil verzió megjelenésének dátuma, mely már 24 nyelven férhető hozzá.
- 2009. július 29.: megjelenik a PayPal API-t támogató 1.2 stabil verzió.

## Rendszerkövetelmények
- Linux, Unix vagy Windows
- Webkiszolgáló (Apache 1.3 vagy újabb, IIS 6 vagy újabb)
- PHP 7.4 vagy újabb ( A 8-as verziótól a PHP 8.1-es is támogatott )
- MySQL 5 vagy újabb

A MySQL 4.1.14 már megfelel a használatához, azonban néhány szolgáltatása (pl. a termékek másolása) ebben az esetben nem működik, vagy furcsaságok fordulhatnak elő.

## Szolgáltatásai

### Felhasználói oldal
- Akciós ajánlatok (árcsökkenés, ajándékutalványok)
- Kiemelt termékek a kezdőlapon
- Sikertermékek (toplista) a kezdőlapon
- Új termékek a kezdőlapon
- "Ingyenes szállítási" ajánlatok
- Tartozékok
- Nagyítható termékképek
- Nem kapható termékek megrendelése
- Vevői előfizetések és felhasználói fiókok
- Korlátlan számú fizetési módok
- Bankátutalással történő fizetés
- Google Checkout modul
- Utánvétellel történő szállítás
- Előre beállított PayPal fizetés
- A termékek címkézése és címkefelhő
- Keresés
- Visszáru és jóváírási értesítések
- Csomagkövetés
- Díszcsomagolás és újrahasznosított csomagolás
- PDF formátumú számla a vevőknek
- Újrahívható bevásárlókosár
- Szolgáltatások és virtuális áruk értékesítése
- RSS-csatorna
- "Átvétel az üzletben" lehetőség
- Kívánságlista
- Hűségprogram
- Partnerprogram
- Vásárlói vélemények a termékekről

### Kiszolgáló oldal
- Korlátlan számú kategóriák és alkategóriák
- WYSIWYG szövegszerkesztő
- Korlátlan számú termékjellemző-kombinációk
- Korlátlan számú termékspecifikációk
- Korlátlan számú képek automatikus átméretezéssel és fájloptimalizálással
- Korlátlan számú valuta
- Tetszőleges adózási beállítások
- Korlátlan számú szállítók és rendeltetési helyek
- Állam/megye, ország vagy mindkettő, ill. zónák szerinti adózás
- Mennyiségi kedvezmények
- Valós idejű valutaárfolyamok
- Raktárkezelés
- Értesítés SMS-ben/szöveges üzenetben
- Funkciós modulok hozzáadása/törlése
- Vonalkódok
- Környezeti súgó
- Jellemző-kombinációk generátor
- Értesítő e-mailek a szállítási állapotról (testreszabható)
- Keresőoptimalizálás
- Keresőbarát webcímek
- 100%-ban módosítható grafikus témák
- Kiszolgáló oldali felhasználók és jogok (hozzáférés-szabályozás, ACL)
- Karbantartó mód
- Legkisebb rendelési mennyiség
- Tömeges listázó / .CSV fájlok importálása
- SSL-titkosítás
- Jelenlévő látogatók
- Tartalomkezelési funkciók
- Jelentések
- Vásárlócsoportok

## Modulok
Az eredeti csomagban nem található funkciókat a PrestaShop közösségének tagjai által fejlesztett modulokkal bővíthetjük.
Példák:
- A hitelkártyával/bankkártyával történő fizetések kezelése.
- Az üzlet és egy szolgáltató közti szállítás kezelése.
- A termékek árösszehaosnlítás céljából történő exportálása.

## Testreszabás
A PrestaShop felhasználói az alapkonfiguráció paraméterein kívül több szinten testre szabhatják a rendszert:
A PrestaShop kódjábanA PHP-ismeretekkel rendelkező felhasználók az igényeiknek megfelelően tudják módosítani a programkódot;
Megjelenítési nézőpontból - sablonokA PrestaShop felhasználói saját grafikai arculatot tervezhetnek;
Szolgáltatások bővítéseEz telepíthető, konfigurálható és szükség esetén letiltható modulok formájában lehetséges;

## Partnerek és integrációk
A PrestaShop számos partnerrel és integrációval rendelkezik, többek között: Microsoft, TikTok, Firmao CRM, PayPal.